# Anna Göldin (Roman)
Anna Göldin. Letzte Hexe ist ein historischer Roman der Schweizer Schriftstellerin Eveline Hasler aus dem Jahr 1982. Er beschreibt das Leben Anna Göldins, die am 24. Juni 1782 in Glarus durch das Schwert hingerichtet wurde. Sie gilt als eine der letzten Frauen, die in Europa als Hexen hingerichtet wurden, auch wenn der Begriff „Hexe“ im Prozess vermieden wurde. Bereits Zeitgenossen bezeichneten die Verurteilung Anna Göldins als Justizmord.
Anna Göldin. Letzte Hexe war der erste kommerzielle Erfolg Eveline Haslers im Genre des historischen Romans bzw. der fiktionalen Biografie. Das Buch wurde 1991 unter der Regie von Gertrud Pinkus verfilmt.

## Inhalt
Der Roman ist in drei Teile gegliedert. Die Haupthandlung des Romans umfasst die Zeit vom Stellenantritt Anna Göldins bei der Familie Tschudi im September 1780 bis zu ihrer Hinrichtung im Juni 1782. Diese Ereignisse werden chronologisch erzählt. In der Haupthandlung gibt es immer wieder Rückblenden in Annas Vergangenheit.

### Teil 1
Rückblende: Anna Göldin wird 1734 in Sennwald in der Grafschaft Sax geboren. Diese hat ihren Namen (lateinisch saxum, Stein') von dem Geröll und den Felsen, die man auf jeder Wiese findet. Im Feld von Annas Vaters steht ein gewaltiger Felsbrocken, den der Vogt sprengen lässt, da er sich vom felsfreien Boden mehr Fruchtbarkeit verspricht. Aus dem Felsen werden viele kleine Steine. Schon früher hiess es: „An den Steinen soll sich keiner vergreifen.“
Im September 1780 bewirbt sich Anna um eine Stelle als Magd im Herrenhaus der Familie Tschudi in Glarus. „Sich festsetzen. Für ein und alle Mal. Das war ihr bisher vergönnt.“ Elsbeth Tschudi, die Frau des Hauses, empfängt sie, zögert aber, ihr die Stelle zu geben. Erst als der Hausherr, Arzt und Fünferrichter Tschudi, sich ebenfalls einbringt, weist Anna ihre Referenzen vor. Das Empfehlungsschreiben der Frau Zwicki aus Mollis imponiert; Anna erhält die Stelle. Frau Tschudi führt sie durch das Haus und stellt sie den anwesenden drei ihrer fünf Kinder vor. Das zweitälteste Kind, Anna Maria, auch Anna Migeli genannt, spielt Anna einen Streich, indem sie ihr statt ihrer Hand eine Hühnerklaue reicht, und besteht darauf, ihr die Mägdekammer zu zeigen.
Die Glarner Elite ist zum Essen eingeladen und Anna kocht ihre erste Mahlzeit bei den Tschudis, für die sie viel Lob erhält. Während die Damen im Esszimmer den neusten Klatsch austauschen, tun sich die Herren im Cabinet des Gastgebers mit einem Vortrag des Camerarius, des ersten Pfarrers von Glarus, schwer. Als die Herren in ihrem Gespräch auf die geplante Verehelichung von Melchior Zwicki zu sprechen kommen, fällt Anna eine Tasse zu Boden und zerspringt in viele kleine Scherben.
Rückblende: Im Herbst muss Adrian Göldin, Annas Vater, für den Vogt Frondienst leisten. Zusammen mit Anna und Barbara macht sich die Mutter auf den Weg zu ihrem Mann. Unterwegs entdeckt Anna Forellen in einem Bannbach, die aber dem Vogt gehören. Viele Männer, einschliesslich ihres Vaters, schuften schwer. Sie müssen auf Geheiss des Vogts den Rhein begradigen. Als der Winter kommt, muss sich die Familie die kargen Vorräte gut einteilen. Die Mutter kann mit dem Spinnen einen kleinen Batzen verdienen, der Vater versucht es mit dem Mesmeramt.
Anna erwischt Anna Migeli dabei, wie sie in ihrer Kammer in den Schubladen wühlt. Gemeinsam machen sie sich auf den Weg, Butter zu kaufen. Frau Tschudi missbilligt es, dass sich Anna vorher im Spiegel anschaut. Beim Einkauf treffen sie auf Ruedi Steinmüller, einen alten Freund Annas, der ihr erzählt, er „probiere in seiner Giftküche allerlei Rezepte aus“. Auf dem Rückweg singt Anna Maria ein Lied über ein buckliges Männlein, das sie von der vorherigen Magd gelernt hat. Sie erzählen sich Geschichten von Gespenstern, Mumien und vom Tod.
Rückblende: Im Leben der Menschen ist der Tod allgegenwärtig. Annas Vater verletzt sich beim Holzholen am Knie. Trotz des sonst immer wirkenden Kuhmists entzündet sich die Wunde. Als der Doktor endlich eintrifft, ist es schon zu spät; der Vater stirbt.
Anna Maria will Anna unbedingt noch vor dem Einschlafen sehen, was Frau Tschudi gar nicht gefällt. Nach der Bemerkung des Ehemannes, dass die Kinder die neue Magd gerne hätten und dies sie doch entlaste, meint sie, „die Magd binde die Kinder an sich, auf eine Art, die ihr jedenfalls nicht ganz geheuer sei.“ Darauf denkt sich Tschudi, dass man es den Frauen nie rechtmachen könne und schon Plato gesagt habe, dass dies mit der Gebärmutter zusammenhänge.
Anna hat viel zu tun bei den Tschudis. Nach dem Einkochen von Zwetschgen gönnt sie sich eine „kleine süsse Rache“, indem sie von den guten Esswaren nascht, die eigentlich nur für die Herrschaft bestimmt sind.
Rückblende: Frau Zwicki wundert sich, dass Anna den Gelehrten Lavater nicht kennt und schenkt ihr dessen Sittenbüchlein für das Gesinde. Frau Zwicki stellt verwundert fest, dass sie sich mit der Magd wie mit ihresgleichen unterhalte, da man schon so lange zusammenlebe.
Nach der Lektüre des Sittenbüchleins denkt Anna über ihre vergangenen Anstellungen nach, als plötzlich Anna Migeli in der Kammertür steht, aus Angst vor der Mumie in der Sennwaldner Kirche.
Rückblende: Anna geht, ein schwächliches Kind an sich gedrückt, durch die Strassen von Strassburg. Sie bräuchte mehr Lohn, um der Amme mehr Kostgeld für ihr Kind geben zu können.
Frau Tschudi will wegen der Kopfschmerzen durch den Föhn starken Kaffee. Als Anna dafür in die Küche geht, will Anna Migeli wissen, ob Anna auch eine gewöhnliche Magd sei, was die Mutter bejaht. Frau Tschudi denkt darüber nach, wie gut es Mägde doch eigentlich hätten, da sie sich frei bewegen könnten. Frauen wie sie müssten hingegen immer tun, was der Mann von ihnen verlange, auch im gemeinsamen Bett. Auf die erste Schwangerschaft im Alter von knapp 16 Jahren folgten neun weitere.
Anna nimmt Anna Maria mit zu einem Besuch bei Steinmüller. Dieser gibt der Kleinen ein Buch mit schönen Kupferstichen, um Anna ein Buch mit Geheimrezepten und ein selbstgemischte Medizin zu zeigen. Plötzlich steht das Kind mit einem toten Frosch in der Tür.
Rückblende: Nach dem Tod des Ättis geht es für die Familie Göldin nur noch bergab. Es ist Brauch, dass der Vogt nach dem Tod eines Untertanen dessen bestes Stück Vieh bekommt. Als der Schlossknecht kommt, fleht die Mutter ihn an, ihnen die einzige Kuh bis im Frühjahr zu lassen, da deren Milch ihre einzige Nahrung sei. Aber der Knecht bleibt hart, „Gesetz sei Gesetz.“ Nach einer Fehlgeburt der Mutter wird alles noch schlimmer. Der Vogt bestimmt, dass ein Knecht angestellt wird; er ist ein weiterer Esser am Tisch. Da Anna mithelfen muss, muss sie die Schule aufgeben. Als Anna ihre erste Menstruation hat, gibt ihr die Mutter Ratschläge, wie sie sich von nun verhalten solle. Der Knecht will trotzdem mit Annäherungsversuchen nicht aufhören und so beschliesst die Mutter, dass Anna ab jetzt ihr eigenes Brot verdienen müsse. Sie wird Magd bei einem Bauern in Meyenfeldt.
Eines Morgens, Anna ist gerade am Einfeuern und sich Waschen, steht plötzlich Tschudi in der Küchentür und betrachtet sie. „Noch immer starrt er, der Herr. Er nimmt sich das Recht.“ Anna hält seinem Blick stand, bis er endlich geht.
Beim Frühstück will Anna Migeli, dass Anna ihr sofort die Haut von der Milch schöpft, sonst stosse sie die Tasse um. Als Anna zuerst den Geschwistern einschenkt, macht es seine Drohung wahr. Anna wird laut, das Kind beginnt zu weinen und sagt der Mutter, Anna habe es geschlagen, was nicht stimmt. Auf Annas Antwort geht Frau Tschudi nicht ein.
Eines Nachts steht Tschudi in der Kammertür und blickt Anna wieder begehrlich an. Anna weist ihn ab, mit der Begründung, dass Anna Maria fast jede Nacht zu ihr komme. Nachher liegt sie lange wach und denkt sich, sie wolle sich nicht mehr übertölpeln lassen: „Sie weigert sich, es von neuem zu spielen, das Spiel mit dem uralten Regeln: die Aussaat der halbbatzigen Komplimente, das rasche Streicheln, wenn die Frau den Rücken dreht, das Handauflegen da und dort […] Schliesslich das Knarren der Kammertür. […] Schuldgefühle auch nach hastig vollzogenem Coitus“. Sie will nicht ein drittes Mal schwanger werden.

### Teil 2
Anna Göldin arbeitet ein gutes Jahr bei den Tschudis, als es einen Zwischenfall gibt. Anna Maria zieht Anna die Haube vom Kopf und Anna gibt ihr daraufhin einen Stoss. Als Susanna ihrer Mutter davon erzählt, wird sie von dieser geschlagen, obwohl die Schuld bei ihrer Schwester Anna Maria liegt. Anna findet das ungerecht und spricht Frau Tschudi darauf an. Diese droht ihr: „Noch ein Wort, Anna, und Ihr könnt gehen.“
Wenige Tage später findet Anna Maria erstmals eine Stecknadel in ihrer Frühstücksmilch. Nachdem dies des Öfteren passiert ist, wird Anna zur Rede gestellt. Sie entgegnet jedoch: „Was soll ich mit dieser Geschichte zu tun haben? […] Haltet Ihr mich im Ernst für so dumm?“ Als in einem Brotstück eine weitere Stecknadel gefunden wird, wird Anna entlassen. Sie geht direkt zu Steinmüller, der ihr rät mit dem Landammann Tschudi darüber zu reden. Von diesem wird sie zum Camerarius geschickt, der der Onkel von Frau Tschudi ist, von dieser bereits von den Vorfällen gehört hat und Anna für schuldig hält. Als sie von ihm mit dem Stock fortgejagt wird, sucht sie erneut den Landammann auf. Der hat inzwischen Besuch von Herrn Tschudi erhalten und rät Anna wegzugehen.
Als die Leute anfangen, über die Stecknadeln zu reden, verlässt Anna Glarus und geht zu ihrer Base Katharina Göldin nach Werdenberg. In Glarus hat Anna Maria erste Anfälle: Sie zuckt, schreit und spuckt immer wieder Stecknadeln. Das Gerücht geht um, Anna habe etwas damit zu tun: „Die Göldin, hiess es, habe das Kind 'verderbt'.“ Damit nicht der Eindruck entsteht, Herr Tschudi wolle Anna schonen, erstattet Tschudi Anzeige gegen sie und der evangelische Rat lässt sie per Steckbrief suchen.
Als Annas Aufenthalt in Werdenberg bekannt wird, fordert der Landvogt, dass sie den Ort verlässt. Anna geht zu ihrer Schwester Barbara nach Sax. Dort kommt Jost Spälti vorbei, der von Melchior Zwicki geschickt wurde, um Anna wegen des Haftbefehls zu warnen.
Bei Anna Maria kommt zum Stecknadelspucken eine Lähmung des linken Beines hinzu. Inzwischen hat sie bei jedem Anfall ein Publikum, das das Geschehen mitverfolgt und sie bedauert. Die Leute entnehmen aus ihren schmerzerfüllten Schreien das Wort „Anna“. Sie fangen an, zu schimpfen und Anna die Schuld zuzuschieben. „Einfangen. Umbringen. Nicht schonen.“
Anna flüchtet nach Sennwald zu Pfarrer Breitinger, bei dem sie vor zwanzig Jahren gearbeitet hat. Dieser erlaubt ihr, eine Nacht in seinem Haus zu bleiben.
Rückblende: Als sie beim Pfarrer arbeitet, lernt sie Jakob Roduner, einen Tischlerlehrling, kennen. Dieser schwängert sie. Als er von der Schwangerschaft erfährt, verschwindet er und wird Söldner.
Tschudi bittet den evangelischen Rat, zu handeln: „Die Sache müsse vorangetrieben werden, zumal das Gerücht umlaufe, die Göldin sei von ihm schwanger. Er habe seine Ehre zu wahren.“ Der Rat beschliesst darauf, zwei Männer loszuschicken, um Anna nach Glarus zu bringen.
Rückblende: Anna verheimlicht ihre Schwangerschaft und hofft auf eine Fehlgeburt. Weil Anna zugenommen hat, denkt die Pfarrerin, dass sie ihre Pflichten vernachlässige und stattdessen esse. Als die Wehen einsetzen, schickt die Pfarrerin sie in ihre Kammer. Anna gebärt kurz darauf einen Jungen. Nachdem sie ihn in einen Stofffetzen eingewickelt und unter die Decke gelegt hat, schläft sie vor Erschöpfung ein. Als der Pfarrer und die Pfarrerin Anna nicht in der Küche finden, gehen sie in ihr Zimmer. Anna gesteht im Halbschlaf, dass sie ein Kind zur Welt gebracht hat. Als sie nach dem Kind schauen, ist dieses tot.
Die Herren der „Lesecommun“ sprechen über die Anfälle von Anna Migeli, wobei sich die Konservativen und die Aufgeklärten beim Diskutieren in die Haare geraten.
Auf Betreiben von Tschudi fasst der evangelische Rat den Beschluss, dass alle Ratsmitglieder, die mit Melchior Zwicki verwandt sind, in den Ausstand treten müssen.
Rückblende: Wegen der verdächtigen Umstände wird Anna des Kindsmords angeklagt. Sie beteuert, unschuldig zu sein, wird aber verurteilt und muss zur Strafe sechs Jahre in Hausarrest leben.
Das Gutachten von Doktor Johann Marti legt nahe, dass Anna Marias Anfälle mit den Stecknadeln zu tun hätten. Wie die Stecknadeln dem Kind gegeben worden seien, könne „niemand besser als das Ungeheuer von Magd selbst entdecken“ (Zitat Gutachten).
Anna zieht weiter nach Degersheim. Sie versteht nicht, was die Stecknadeln in der Milch mit Anna Marias Krankheit zu tun haben sollen.

### Teil 3
Anna arbeitet in einem Wirtshaus in Degersheim und nennt sich Marie. In Glarus versuchen der Schützenmeister und der Camerarius mehr über das Stecknadelnspucken herauszufinden, indem sie Anna Migeli befragen und ihr das Einwirken Annas und eines Helfers in den Mund legen, worauf Anna Migeli das Lied über das bucklige Männlein singt. Später erzählt sie, sie habe von Anna – im Beisein von Steinmüller und einem Mann ohne Arme und Beine – ein Leckerli erhalten, das es habe essen müssen. Der Pannerherr Zwicki und Cosmus Heer halten diese Geschichte für einen Betrug.
Der Schulmeister von Degersheim findet durch einen Brief an Katharina, den er für Anna verfasst, ihren richtigen Namen heraus. Als er realisiert, dass sie die gesuchte Anna Göldin ist, für deren Ergreifen eine Belohnung ausgesetzt ist, geht er nach Glarus und verrät ihren Aufenthalt. Anna wird verhaftet und nach Glarus geführt, unterwegs wird sie als Hexe beschimpft.
Man streitet darüber, welches Gericht für Anna zuständig ist. Die Familie Tschudi drängt darauf, dass der evangelische, nicht der gemeinschaftliche Rat das Verfahren führt. Schliesslich setzt sich Tschudi durch, indem er unter Berufung auf das Gesetz der 50 mit einer Landsgemeinde droht, die das Gericht bestimmen solle.
Für die Glarner Bevölkerung wirkt Anna immer mehr wie „eine Riesin, Zauberin mit gefährlichen Kräften“. Nachdem die Heilungsversuche von Tschudi und von Teufelsbanner Irmiger fehlgeschlagen sind, soll Anna das Kind wieder gesund machen. Sie entgegnet: „Wie soll ich dem Kind helfen können? Ich habe ihm nichts zuleid getan.“ Der Landschreiber sagt, dass ihre Strafe milder ausfalle, wenn sie der Bitte entgegenkomme. Anna erkennt die Falle: „Sagt sie nein, holt man den Scharfrichter. Sagt sie ja, werden sie triumphieren: Sie hat das Kind verdorben, deshalb kann sie es heilen.“
Rückblende: Im Zwickihaus geniesst Anna den Wohlstand der Familie und die milde Herrschaft. Melchior und Anna kommen sich näher. „Er zieht sie ins Gespräch, bewundert ihre Art, frei zu antworten, ihre Anliegen ruhig vorzubringen, ihren beweglichen, munteren Geist.“
Anna untersucht Anna Migeli mehrmals. „Komm in Gottes Namen, Anna Migeli, wann ich schon bey den Leuten eine Hex seyn muss, so will ich dir doch helfen, und dir nüt böses thun…“ (Zitat Protokoll), sagt sie und zieht an Anna Marias Bein, so dass sie wieder gehen kann.  Auf Drängen des Schützenmeisters sagt Anna Maria nun aus, dass Ruedi Steinmüller ihr das Leckerli gegeben hat.
Am 21. März findet das erste Verhör statt. Anna sagt zuerst, „sie habe keine Guffen in die Milch gelegt, mit ihren Händen jedenfalls nicht.“ Nach weiteren Fragen sagt sie: „In Gottes Namen, ich habe die Guffen in die Milch getan.“ Im zweiten Verhör macht sie, nachdem ihr mit dem Scharfrichter gedroht worden ist, die Aussage, Steinmüller habe ihr das Leckerli gegeben. Sie widerruft dies wieder. „Steinmüller habe ihr das Leckerli nicht gegeben, sie habe es vom Teufel.“
Rückblende: Anna kümmert sich um Melchior, als dieser krank ist. Er spricht über die Liebe über die Standesgrenzen hinweg.
Als Anna Steinmüller erneut belastet, wird dieser ins Rathaus geladen und von Anna Migeli als der Mann identifiziert, der ihr das Leckerli gegeben habe. Er bestreitet, etwas damit zu tun zu haben. Annas Aussagen widersprechen sich: „Gejagt, schlägt sie Haken. Beschuldigt Steinmüller. Dann den Teufel. Dann wieder Steinmüller.“ Es beginnen die Verhöre unter Folter. In der direkten Gegenüberstellung mit Steinmüller widerruft sie ihre Beschuldigung. Unter starker Folter sagt sie, der Teufel sei zweimal bei ihr gewesen, kehrt dann wieder zu der Version von Steinmüller und dem Leckerli zurück. „Sie hat genug, ist am Ende ihrer Kraft.“
Rückblende: Anna ist schwanger von Melchior. Er spricht mit seiner Mutter, doch diese will davon nichts wissen.
Nach einer zweiten Gegenüberstellung von Anna und Steinmüller wird Steinmüller ins Verhör genommen. Erschöpft und gehetzt, sagt er schliesslich aus, Anna Migeli das Leckerli gegeben zu haben.
Rückblende: Melchior appelliert an Annas Vernunft und vertröstet sie auf später: „Die neue Zeit, sie kommt. Auch die Frau Mama wird nicht ewig leben.“ Er bietet ihr Geld an, doch sie lehnt ab.
Steinmüller erhängt sich in seiner Zelle. Dies wird vom Rat als Schuldbekenntnis aufgefasst und das Urteil wird noch an seinem Leichnam vollstreckt, indem die rechte Hand abgehauen und an den Galgen genagelt wird. Sein Vermögen wird konfisziert.
Im Rat ist man sich uneinig, ob Anna zu lebenslanger Haft oder zum Tod verurteilt werden soll. Zürich bietet an, Anna in einem Gefängnis unterzubringen, doch die Glarner wollen keine Einmischung der „sich für illuminiert haltenden Bürger“. Die Zürcher könnten durch neue Untersuchungen alles in Frage stellen und die Glarner als Hinterwäldler darstellen. „Die Anna muss weg. Totsicher.“
Tschudi verlangt vor dem Rat eine Aussage Annas zu ihrer Beziehung. Sie sagt, er sei immer korrekt gewesen, worauf Tschudi die Beziehung von Anna und Melchior und die Schwangerschaft öffentlich macht. Sie gesteht die Schwangerschaft „nicht ohne Stolz“; das Kind sei tot.
Anna wird zum Tod durch das Schwert verurteilt und hingerichtet.

## Form

### Erzählweise
Der Roman ist in der Er/Sie-Perspektive geschrieben. Zwei Zeitebenen (Vergangenheit/Rückblenden und Gegenwart) sind ineinander verflochten, wobei der Wechsel oft innerhalb eines Kapitels erfolgt. Die Autorin verwendet bei der Wiedergabe von Aussagen und Gedanken keine Anführungs- und Schlusszeichen. Durch das Verb, d. h. die inquit-Formel, wird jeweils deutlich, dass es sich um eine direkte Rede handelt. Bsp. „Ich mache es nicht mehr, begehrte sie auf, als er ein zweites Schwein zu schlachten holte.“ Bei den Gedanken handelt es sich oftmals um innere Monologe von Anna.
Das Erzählverhalten ist zum Teil auktorial, mit einem aussenstehenden, allwissenden Erzähler. Bsp. „Als die Magd ins Herrenzimmer trat, verstummten wie beiläufig die Gespräche, man schaute ihr zu, wie sie Tassen verteilte, Kaffee eingoss.“ Zum Teil ist das Erzählen personal, aus der Perspektive einer Figur. Bsp. „Wenn alles seinen Lauf nimmt, denkt Anna, und der Gedanke schnürt ihr den Hals zu, steht in absehbarer Zeit der Name von Jakobs Kind dort, mit dem Beisatz: unehelich gezeugt von … Man wird nicht aus ihr herausbringen, wer der Vater ist, Jakobs Meister wird es verraten oder sein Geselle.“
Eine Besonderheit des Romans ist, dass Erzählerbericht, Figurenrede und zeitgenössische Quellentexte nebeneinandergestellt sind. Bei den Quellentexten in kursiver Schrift handelt es sich um Briefe, Gutachten und Auszüge aus den Verhörprotokollen.

### Sprache
Oft werden Wörter des Glarner Dialekts oder Helvetismen verwendet, um eine Verbindung mit der Region herstellen zu können. Bsp. „Schau, Mama, eine Guffen!, rief sie und zeigte den metallenen Gegenstand auf dem Grund der Tasse.“ In den Quellentexten ist die Sprache das zum Teil vom Schweizer Dialekt geprägte Schriftdeutsch des 18. Jahrhunderts.

### Stil
Der Roman ist in einer bildhaften und ausdrucksvollen Sprache geschrieben. Ein typisches Stilmittel der Autorin ist die Ellipse.

## Interpretation

### Figuren

#### Anna Göldin
Anna Göldin ist zum Zeitpunkt der Geschehnisse im Hause Tschudi 46 Jahre alt. Oft wird sie jünger geschätzt, als sie tatsächlich ist. Sie wird als eine gut gewachsene, stattliche Frau beschrieben, mit festen Brüsten und einem weiblichen Körper. Sie hat ein ovales Gesicht mit hohen Jochbeinen und grauen Augen, eine starke Nase, helle, reine Haut und dunkles, welliges Haar. Anna Göldin strahlt viel Lebensfreude und Weiblichkeit aus. Das löst besonders bei Frau Tschudi Neid aus, da sie das genaue Gegenteil von ihr ist. Herr Tschudi ist sehr angetan von Anna. Sie „sei 'keine ungeschlachte Person'. Ein stattliches Weibsbild, denkt Doktor Tschudi“. Im ganzen Roman wird Anna Göldins Wirkung auf Männer verdeutlicht. Die meisten anderen Charaktere finden Anna Göldin sehr hübsch, wie zum Beispiel Anna Maria. Frau Zwicki meint: „die Anni ist eine rechte Person, hübsch und tüchtig und auffallend gescheit für ihren Stand.“
Die weiblichen Figuren im Roman machen viele Kommentare über Anna Göldins Modebewusstsein. Sie sei zu gut gekleidet für eine Magd. Eine „modefarbene Jüppen“ trage sie, bemerkt Frau Bannerherr Zwicki. Sie nennen Anna eitel: „Eine eitle Person diese Göldin, sagt Frau Becker.“ Sie gehe nie aus dem Haus, ohne sich vorher gründlich im Spiegel betrachtet zu haben, meint Frau Tschudi.
Anna Göldins Aussehen verändert sich im Lauf der Geschichte. Als sie aus Glarus fliehen muss und Unterschlupf bei ihrer Cousine Katharina sucht, bemerkt diese, dass Anna zugenommen habe. Katharina vermutet, dass Anna schwanger sei, was diese verneint.
Anna Göldin ist eine selbstbewusste Frau mit einem starken Willen. Sie ist intelligent und hat auch einen gewissen Ehrgeiz und Stolz, was man daran erkennen kann, dass sie in den Häusern der angesehensten Familien von Glarus arbeitet. „Unter eine gewisse Stufe der Behaglichkeit will sie nicht gehen, da hat sie ihren Stolz. Davon ahnen ja die Herren nichts, dass die Häuser eigentlich den Mägden gehören, und den Katzen.“ Aufgrund des Todes ihres Vaters und des Schulabbruchs kann sie zwar lesen, hat aber nie schreiben gelernt, was sie bis an ihr Lebensende gerne gelernt hätte. Sie ist anders als die anderen Frauen in ihrem Alter. An keinem festen Platz ist sie zuhause, sie zieht von Haushalt zu Haushalt. „Was das Reisen anbetrifft, ist die Göldin gewieft, kaum eine andere aus ihrem Stand kann es mit ihr aufnehmen.“
Als sie zu den Tschudis kommt, hat sie schnell ein enges Verhältnis zu den Kindern, besonders zu Anna Maria. Sie behandelt die Kinder liebevoll und erzieht sie. Das passt Frau Tschudi gar nicht. Sie findet Annas Umgang mit den Kindern unheimlich.
Die Meinungen anderer Charaktere über Anna gehen weit auseinander. Von einigen wird sie als gescheite und tüchtige Magd angesehen, die einen tadellosen Charakter hat. Sie sei immer freundlich und angenehm. Ihre Mutter sagt über sie: „Eine Träumerin halt.“ In den Augen ihrer Schwester Barbara ist sie eine Quelle für Ärger: „Mit dir hat man doch immer Scherereien.“ Gegen Ende des Romans wird sie von vielen als unheimlich wahrgenommen, als Verderberin oder Hexe. Es wird auch gesagt, sie habe Doktor Tschudi begehrt, so der Camerarius: „Impertinenz dieser Magd, die sich Zugang verschafft hatte zum Hause der Schwestertochter, indem sie dem Mann schöne Augen gemacht hatte, halbe Versprechungen, man kennt das.“ In Wahrheit hat er sie begehrt, sie hat ihn jedoch abgewiesen.
Charakterentwicklung: Anna Göldin ist am Anfang sehr stark von Erlebnissen mit Männern geprägt. Sie verliert früh ihren Vater und Männer wie Urs, Jakob und Melchior, mit denen sie ein Verhältnis hat, verlassen sie. Anna ist selbstbewusst, abgehärtet durch ihre Erlebnisse, als sie bei den Tschudis anfängt zu arbeiten. Sie ist von ihren Fähigkeiten überzeugt und kann gut mit den Kindern umgehen. Als Tschudi versucht, sich ihr zu nähern, weist sie ihn ab, ist aber gleichzeitig von ihm als ihrem Arbeitgeber abhängig. Bsp. „Und jetzt klettert seine Hand wie ein Ungeziefer am Oberarm der Magd hoch. […] Anna steht starr, die Hände gefaltet über dem Spatenstiel.“ Wenn sie mit einem Ereignis aus ihrer Vergangenheit konfrontiert wird, kommen Gefühle von Angst und Scham auf. Als Anna Maria die Nadeln zu spucken beginnt, fühlt sie sich ungerecht behandelt und beteuert ihre Unschuld, erkennt aber die Ernsthaftigkeit der Situation. Während der Verhöre sieht sie die Fallen, die ihr gestellt werden. Sie befindet sich jedoch in einer ausweglosen Lage und verstrickt sich in Widersprüchen. Am Schluss ist sie eine zwar noch stolze, aber gebrochene Frau.

#### Elsbeth Tschudi
Elsbeth Tschudi ist die Tochter des reichen Ennendaer Ratsherrn Ellmer. Sie ist Ende zwanzig und die Herrin im Hause Tschudi. Sie ist verheiratet mit Doktor Tschudi und hat mit ihm fünf Kinder: Susanna, Anna Maria, Heinrich, Barbara und Elsbeth. Insgesamt war sie zehnmal schwanger, nur diese fünf haben überlebt. Steinmüller beschreibt ihre Haut als weiss, fein und durchsichtig. Anna Göldin jedoch sieht mehr. Sie beschreibt Elsbeth Tschudi mit einem verkniffenen Zug um den Mund und haarfeinen Falten über den Brauen. Anna ist Elsbeth von Anfang an nicht ganz geheuer, denn Anna ist gut gebaut, hat wache Augen und gefällt Tschudi sehr. Elsbeth hingegen ist blass, unscheinbar, sogar etwas kränklich. Elsbeth denkt: „Schon der Gestalt nach nimmt diese Frau doppelt so viel Raum ein wie sie selbst.“ Auch Annas modischer Kleidungsstil passt ihr nicht. Sie sieht sich in ihrer Rolle als Hausherrin gefährdet. Die Darstellung der Elsbeth Tschudi im Buch legt nahe, dass sie aus Eifersucht zu Anna etwas mit den Stecknadeln zu tun hat.

#### Johann Jacob Tschudi
Johann Jacob Tschudi, Arzt und Fünferrichter in Glarus, wird als ein wohlhabender und angesehener Mann beschrieben. Er ist ein gebildeter, aber eher konservativer Mann, der so handelt, dass seine eigenen Interessen durchgesetzt werden. Als es darum geht, in welchem Rat der Prozess von Anna Göldin stattfinden soll, macht er einen Aufmarsch von 50 Männern, da ein altes Gesetz besagt, dass „fünfzig wackere, ehrenfeste Männer das Recht hätten, eine Einberufung der Landsgemeinde zu fordern.“ Damit schafft er es, dass Anna Göldin vor den evangelischen Rat kommt, wie er es will.
Tschudi gibt Anna das Gefühl, dass er auf ihrer Seite steht und im Zweifelsfall ihre Partei ergreifen würde. Er hebt ihr Erspartes für sie auf und erlaubt ihr, den Kräutergarten nach ihren Wünschen zu erweitern. Er fühlt sich sexuell angezogen von ihr und zeigt dies auch offen, indem er sie lange betrachtet, wenn sie sich wäscht, oder in ihrer Kammer erscheint. Er übt Druck auf sie auf aus, indem er andeutet, er wisse von der Verurteilung wegen Kindstötung. Anna will nicht, dass Frau Tschudi davon erfährt, da sie sonst ihre Stelle verlieren würde. Tschudi sagt, er werde es nicht weitersagen: „Wir wollen ein Geheimnis haben, nicht, Anna?“ „Sein lüsterner Blick, schmieriges Einverständnis“, lautet der anschliessende Erzählerkommentar.
Es ist möglich, dass Tschudi und Anna Göldin ein sexuelles Verhältnis hatten. In der Romanhandlung wird dies offengelassen. Tschudi treibt den Prozess gegen Anna Göldin voran, um seinen Ruf zu schützen.

#### Anna Migeli/Anna Maria Tschudi
Anna Migeli ist ein neunjähriges Mädchen, die zweitälteste Tochter von Johann Jacob und Elsbeth Tschudi. Sie ist ein sehr lebhaftes und neugieriges Kind. Sie begleitet Anna Göldin oft zum Einkaufen und auch zu Ruedi Steinmüller. Anna Migeli ist widerspenstig gegenüber Anna. Bei ihrer ersten Begegnung hat Anna Migeli eine Hühnerklaue in der Hand und schüttelt damit Annas Hand. Sie reisst Anna auch wiederholt die Haube vom Kopf und wühlt durch Annas persönliche Sachen. Als Anna Göldin sagt: „Die Sachen in dieser Kammer gehören mir“, erwidert Anna Migeli: „Das stimmt nicht. Ist ja unser Haus.“ Die Darstellung im Roman legt nahe, dass sie nach Aufmerksamkeit sucht, da sie im Schatten ihrer älteren Schwester Susanna steht. Diese wird als hübscher und intelligenter beschrieben und Anna Migeli wird gesagt, dass sie zusehen soll, dass sie ihrer grossen Schwester nachschlägt. Anna Migeli verhält sich trotzig gegenüber Anna Göldin am Frühstückstisch, wenn sie nicht bekommt, was sie will, und sagt ihrer Mutter, Anna habe sie geschlagen, obwohl das nicht stimmt. Es ist naheliegend, dass dadurch der Verdacht auf Anna fällt, als die Stecknadeln in der Milch auftauchen. Anna Göldin ist allerdings auch eine Mutterfigur für Anna Migeli, da sie nachts in Annas Bett schlüpft, wenn sie nicht schlafen kann.

#### Camerarius Tschudi
Der Camerarius ist der erste Pfarrer von Glarus, Mitglied des Chorgerichts, Onkel von Elsbeth Tschudi und Pate von Anna Migeli. Kurz: ein ehrenwerter, wichtiger Mann, auf den man in Glarus grosse Stücke hält. Er ist ein hagerer, jugendlich wirkender Mann, dem man seine bald sechzig Jahre nicht zutraut. Sonntags predigt er in der lokalen Kirche, lange Reden, ein Schwulst an Worten. Der Camerarius predigt von Gleichheit am himmlischen Tisch, jedoch kommt es ihm nicht in den Sinn, die Gleichheit auf der Erde zu suchen. Er ist äusserst loyal gegenüber seiner Familie und stur in seiner Überzeugung, dass niemand von ihnen infrage kommt, schuldig zu sein. Ebenfalls ist er sich sehr sicher, dass er es wirklich mit Hexerei zu tun hat, und hält nicht viel von den Aufklärern seiner Zeit. Er ist ein sehr distanzierter und unnahbarer Mensch.

#### Schützenmeister Tschudi
Schützenmeister Tschudi ist ein Verwandter von Doktor Tschudi. Er hat es trotz verschiedenen Tätigkeiten, zum Beispiel dem Betreiben eines Ausschanks, auf keinen grünen Zweig gebracht. So profitiert er gerne von Tschudi, der ihn widerwillig einlädt, denn in Gesellschaft passiert ihm nicht selten ein Fauxpas. Zu Elsbeth Tschudi hingegen hat er eine sehr gute Beziehung, er macht ihr schöne Augen. Er verkehrt oft bei Tschudis, macht ihnen beispielsweise den Garten. Besonders als es Anna Migeli schlecht geht, besucht er das Kind öfter als der Vater und schaut zu ihm. Die Darstellung legt nahe, dass dies nicht uneigennützig ist, da er damit Elsbeth imponiert. Im Wirtshaus macht er sich mit seinem Wissen wichtig. Er ist ein jüngerer Mann, der seinen Platz in der Gesellschaft noch nicht gefunden hat. Laut Doktor Tschudi hat er stämmige Schultern, abstehende Ohren, unterwürfige Augen und eine niedere, furchige Stirn. Er ist davon überzeugt, dass Anna die Schuldige ist, und scheint kein kritisch denkender Mensch zu sein.

#### Ruedi Steinmüller
Anna kennt Ruedi Steinmüller und seine Frau Dorothea schon lange. Steinmüller ist Schlosser und „ein Pröbler“. Er sagt, er „probiere in seiner Giftküche allerlei Rezepte aus“.
Steinmüller ist ein älteres, „kuriose[s] Mannli“, das mit seiner Frau Dorothea in der Abläsch, etwas ausserhalb von Glarus wohnt. Er ist klein und steht auf krummen Beinen, ist humorvoll, gutherzig, interessiert und recht sonderbar. Selten ist er ohne Lindauer Pfeifchen im Mundwinkel anzutreffen. Anna Migeli nennt ihn Knorzelmännchen. Er denkt sehr kritisch über die herrschenden Verhältnisse: „Ist das noch eine Demokratie, wo die vornehmsten Staatsämter für den höchsten Preis verschachert werden?“ Generell ist er sehr intellektuell für einen Schlosser. Er hat eine philosophische Ader und fast schon eine kindliche Neugierde. In seiner Werkstatt mischt er Tränke und Salben, die anscheinend wirksam sind. Zu Anna sagt er: „Sie dürfe von dieser Geschichte kein Sterbenswörtchen verraten, er wolle nicht ins Gerede kommen, lieber ungeachtet, unauffällig leben: Fürchte Neider.“ Er wäre gerne Doktor oder Bader geworden, jedoch hat dazu das Geld gefehlt.
Die Gespräche mit Anna zeigen, dass er relativ ängstlich ist und versucht, moralisch und gut zu handeln. Anna hat den Eindruck, er wolle sich vor ihr wichtigmachen.
Die Darstellung im Roman lässt vermuten, dass er sich für etwas Besseres hält und sich den Akademikern aus der Oberschicht überlegen fühlt. Zu Anna sagt er: „Die Leute lebten ihre sechzig oder siebzig Jahre banalen Dingen entlang: fressen, saufen, schlafen, Kinder zeugen; in tiefere Zusammenhänge wollten sie nicht schauen, lieber blind sein wie ans Licht gescharrte Maulwürfe.“
Die Erzählung von Eveline Hasler legt nahe, dass sein Suizid am Ende des Buchs eine Verzweiflungstat ist. Steinmüller wird als erschöpft und gehetzt beschrieben. Jedenfalls scheint er vor seinem Tod in einem schlechten Geisteszustand zu sein, da er auch eine Vision erlebt.

#### Melchior Zwicki
Anna lernt Melchior im Zwickihaus in Mollis kennen. Er ist Pfarrersohn und studiert Medizin. Nach dem Tod seines Vaters eröffnet er im untersten Stock des Hauses eine Arztpraxis. Während ihrer Zeit als Magd bei Zwickis hat Anna ein Liebesverhältnis mit Melchior und wird schwanger von ihm. Doch sie können ihre Beziehung nicht öffentlich machen, da er ein Herrensohn ist und Anna nur eine Magd. Jedoch spricht Melchior immer von der neuen Zeit, dann sei es endlich möglich, es gebe Anzeichen dafür in Frankreich und England. Melchiors Mutter ist gegen eine Heirat der beiden und so geht Anna nach Strassburg, um dort ihr Kind zu gebären und von einer Amme versorgen zu lassen, da niemand eine Magd mit Kind einstellen würde. Später heiratet Melchior die zwanzigjährige Tochter des Kirchenvogts Schindler. Als Anna davon erfährt, ist sie von der Nachricht sehr getroffen. Ein halbes Jahr vor ihrer Hinrichtung begegnet Anna Melchior noch einmal auf dem Gallusmarkt, doch er geht an ihr vorbei. Als er sie am selben Tag zu einem heimlichen Treffen einlädt, geht sie nicht hin. Als Anna nach ihrer Entlassung zu ihrer Schwester Barbara flüchtet, kommt ein von Melchior geschickter Bote, um ihr zu sagen, sie müsse weiter fliehen. Im Verhör gesteht Melchior, ein Verhältnis mit Anna gehabt zu haben.

#### Dorothee und Dorothea Zwicki
Dorothee Zwicki ist die Mutter von Melchior und Dorothea Zwicki. Ihr Mann, der frühere Pfarrer von Mollis, ist verstorben. Sie erkennt zwar Annas Qualitäten, lehnt die Beziehung zwischen Melchior und Anna jedoch kategorisch ab: „Eine Mésalliance kann sich nicht einmal ein Zwicki leisten, Melchior.“
Dorothea, die jüngere Schwester von Melchior, will Anna das Schreiben beibringen. Sie hört damit auf, als ihre Mutter es ihr verbietet.

#### Urs
Urs ist Annas erste Liebschaft, ein Knecht aus dem Nachbardorf von Sax. Er heiratet wegen des Geldes eine andere Frau: „[B]eim Heiraten müsse man die Vernunft walten lassen. Liebe ist ein Wort für Herren. Unsereiner hat sich ans Nützliche zu halten.“

#### Jakob Roduner
Jakob Roduner ist ein junger Bursche, 23 Jahre alt, der bei einem Tischlermeister in Mollis in der Lehre ist. Anna und Jakob führen eine heimliche Beziehung, da Jakobs Meister die Meinung vertritt, dass ein Geselle sich nicht um eine Frau kümmern könne. Zudem hat Jakob Träume: Er will Tischler werden und nach Paris gehen, um dort sein Handwerk auszuüben. Trotzdem sagt er zu Anna: „Dann werden wir halt ein Paar“, als sie ihn fragt, was denn wäre, wenn sie schwanger würde. Als Anna tatsächlich schwanger wird, verschwindet er und wird Soldat in holländischen Diensten. Die Darstellung im Buch legt nahe, dass Jakob sich nicht wirklich eine ernsthafte Beziehung mit Anna vorstellen kann und auch nicht daran glaubt, dass sie schwanger werden könnte. Als sie ihm sagt, dass sie schwanger ist, realisiert er schnell, dass er keine Verantwortung übernehmen will, und verschwindet.

### Leitmotiv und Symbolik
Steine, Felsen und Berge ziehen sich als Leitmotiv durch den gesamten Roman, seien es die Steine in den Feldern oder der Glärnisch als Berg, der über Glarus steht.
Dem ersten Teil des Romans geht ein Bibelzitat voraus: „Befiehl den Steinen, dass sie Brot werden, sagte der Teufel.“ (Math. 4, 1) Anna wird als Figur mit dem Leitmotiv eingeführt: „Anna, traurige Berühmtheit. Steine, wo man hinschaut, wenn man auf ihrer Spur zurückgeht.“ Der Roman endet mit dem Leitmotiv: „Glarus im Junilicht, die Dächer, Strassen, Felswände schimmern. Anna inmitten von taumeligem Weiss, Schwindel erfasst sie, während die Bergleiber jetzt zusammenrücken, alles Lebendige an ihren Flanken zermalmen, nur noch das Poltern der Steine, das Geschrei der Vögel.“
Das Steinmotiv ist einerseits auf den Handlungsschauplatz des Romans, die Berglandschaft des Glarnerlandes, zurückzuführen. Es hat andererseits eine zusätzliche symbolische Dimension. Stein kann unter anderem als Symbol der Weisheit und der Standhaftigkeit interpretiert werden. Die Weisheit könnte im Roman durch die Figur Steinmüllers verkörpert sein. Gestein könnte die Standhaftigkeit und Stärke der Protagonistin symbolisieren. Der Fels unterstreicht durch seinen kaum veränderbaren Standort auch die Bedeutung des Ursprungs einer Person und kann die Unveränderbarkeit und Starrheit des sozialen Umfeldes oder des Denkens versinnbildlichen. Dazu passt, dass die Berglandschaft in literarischen Werken oft „Verlassenheit, Begrenztheit und Weltferne“ symbolisiert. Zudem sind die Berge ein Symbol für die ausweglose Situation Anna Göldins und die Machtlosigkeit des Menschen: „Ströme von Schnee wehen über eine der Steilpartien verschwinden weiter unten zwischen den Felsen als sei der Glärnisch hohl, verschlinge, schlucke mit einem unsichtbaren Schlund.“
Weitere Motive: Die Stecknadeln könnten ein Symbol für die unausgesprochenen Worte sein. Der oder die Schatten versinnbildlichen die Trostlosigkeit.

### Themen

#### Lebenssituation Anna Göldins als Magd
Anna Göldin gehört als Magd der sozialen Unterschicht an, diese wurde im 18. Jahrhundert von Landvögten regiert. Man wurde in seinen Stand hineingeboren und wechselte ihn meist sein Leben lang nicht. Der untere Stand konnte sich häufig keine Ausbildung leisten. Es wurde damals auch nicht gerne gesehen, dass die soziale Unterschicht sich bildete. Frau Zwicki verbietet ihrer Tochter, Anna das Schreiben beizubringen: „Was das für eine Narretey sei, einer Magd das Schreiben beizubringen? Wenn eine Magd die Schreibkunst einmal beherrsche, halte sie sich zu gut, der Herrschaft zu dienen.“ Die Reichen wollen die scheinbar gottgewollte Ordnung beibehalten, denn sie haben Angst, dass die gesellschaftliche Ordnung zusammenbrechen könnte, falls die Armen sich bilden und das System hinterfragen. Die Unterschicht könnte so sehen, wie unfair die soziale Ordnung ist und wie sie von den Reichen ausgenutzt werden.
Ledige Frauen mit einem Kind wurden von der Gesellschaft oft geächtet. Wie viele andere Frauen wird Anna für ihre unehelichen Kinder allein verantwortlich gemacht. Mägde mit einem kleinen Kind fanden nicht selten keine Anstellung, denn damals wollte niemand eine Angestellte, die sich nicht voll und ganz ihren Arbeitspflichten widmen konnten. Dies sieht man auch im Roman: „Die Herren, da weiss sie gründlich Bescheid, wollen keine Magd mit Kind, sie machen ihr lieber eins.“ Unverheiratete Mägde mit einem Kind waren in einem Dilemma, da sie nicht wussten, was mit dem Kind geschehen sollte, wenn sie ohne Anstellung nicht einmal für ihr eigenes Überleben sorgen konnten. Damit waren viele Frauen auf sich gestellt.

#### Rolle der Frau
Der Roman zeigt eine stark patriarchische Gesellschaft mit entsprechendem Rollenverständnis für Mann und Frau. Im Roman werden Frauen häufig nur nach ihrem Aussehen beurteilt. Man geht im Allgemeinen davon aus, dass sie im Vergleich zu Männern schwächer und weniger kompetent seien und dies die Dominanz des Mannes rechtfertige. Die Frau wird vom Camerarius als wilder Garten bezeichnet, der vom Mann gezähmt werden müsse. Er sagt: „[D]er Jurist und Staatstheoretiker Jean Bodin bezeichne in diesem Sinn die Herrschaft des Mannes über die Frau als die Herrschaft des Verstandes über die Natur, der Vernunft über die Begierde, der Seele über den Körper.“
Erst ein Mann sorgt für die Sicherheit im Haus: „Da sei, wenn es dem Kind schlechtgehe, wenigstens ein Mann im Haus.“ Erst durch die Heirat erlangt eine Frau eine gewisse soziale Sicherheit und einen höheren Status. Anna Göldin hat als ledige Magd keinen hohen sozialen Status: „Heiraten hättest du sollen, Anni“, wird ihr gesagt. Ihre Eigenständigkeit unterscheidet sie aber auch von anderen Frauen. Sie lebt ihr eigenes Leben und fügt sich nicht dem Leben, das einer Frau aus ihrem Stand vorbestimmt ist. Das ruft bei anderen Frauen Neid hervor.
Im Roman haben die Frauen, wie es im 18. Jahrhundert üblich war, eine schlechtere Ausbildung als Männer. Frauen konnten oft kaum oder gar nicht lesen und schreiben. Als Frau hatte man sich zu untergeben und war sehr abhängig von einem Mann, denn sobald eine Frau heiratete, gehörte all ihr Hab und Gut dem Mann. Andererseits wurden Frauen auch wegen ihres Geldes geheiratet. Die Ehe der Tschudis ist eine solche Geldheirat.
In den Augen der Männer werden die Frauen oft nur als sexuelle Objekte angesehen. Der Mann nimmt sich, was er will. Das gilt sowohl für Frauen der Unter- als auch der Oberschicht. So sagt Frau Tschudi: „Unsereiner muss bei Tag und Nacht tun, was der Mann will, selbst im Bett.“ Frauen haben nie die ganze Kontrolle über ihren Körper, werden oft nur als Gebärmaschinen benutzt und sollen sich teilnahmslos dem Mann hingeben. Sobald ein uneheliches Kind unterwegs ist, trifft die ganze Schuld nur die Frau. Wie bei Anna: „Geschieht ihr recht. Hat sich schliesslich auch streicheln lassen.“

#### Historischer Kontext: Aufklärung
Die Geschichte Anna Göldins findet in einer Zeit des historischen und politischen Zwiespalts zwischen traditionellem und aufgeklärtem Denken statt. Das 17. und das 18. Jahrhundert sind als Zeit der Aufklärung bekannt. Die sogenannt Aufgeklärten glaubten nicht mehr an die traditionelle Gesellschaftsordnung. Das grundsätzliche Ziel der Aufklärung war es, gegen Autoritätsglauben, Vorurteile und die Bevormundung des Menschen zu kämpfen. Der Prozess der Säkularisierung war ein grosser Schritt in Richtung Moderne. Der Verstand sollte den Menschen im Handeln und Denken leiten und zu Selbstbewusstsein und Selbständigkeit führen.
Im Buch werden die Aufgeklärten unter anderem durch Johannes Ulrich, den Antistes der reformierten Kirche in Zürich, repräsentiert. Er schreibt dem Camerarius wegen des Verfahrens gegen Anna Göldin einen Brief, in welchem er seine progressive Meinung vertritt und sich nicht vor klaren Worten scheut: „Ist es wahr, was das Gerüchte sagt, dass es zu Glarus Leute giebt, die in allem Ernst glauben und behaupten, dass eine gewisse Magd einem minderjährigen Kinde in seiner gewöhnlichen Speise eine grosse Menge Stecknadeln und eiserne Nägel, und was weiss ich, was noch noch mehr, beygebracht habe? […] Nein, das kann, das will ich zur Ehre Ihrer Kirche und Ihres Freystaats nicht glauben.“
Auch Melchior spricht immer wieder von „der neuen Zeit“: „Das ändert sich alles, wenn die neue Zeit kommt […].“ Damit meint auch er die Zeit der Aufklärung, eine Zeit, in der die Kluft zwischen Arm und Reich geschlossen wäre, eine Zeit, in der ein wohlhabender Mann ein Kind mit einer Magd aufziehen könnte, ohne von der Gesellschaft verurteilt zu werden. Allerdings hat er dennoch nicht den Mut, Anna zu heiraten.
Cosmus Heer sticht während den Lesesitzungen durch die Verteidigung des gesellschafts- und kirchenkritischen Voltaire hervor. Er spricht auch vom „Esprit der Enzyklopädisten“ und vom Teufel, der „an den Hörnern herbeigezerrt [werde], wenn man mit natürlichen Erklärungen nicht weiterkomme“, was man im „Göldin-Handel“ sehe. Er verteidigt Anna Göldin, indem er von scheinepileptischen Fällen anderer Kinder erzählt.
Der Vorschlag von Landammann Tschudi, ein Werk des gesellschaftskritischen Jean-Jacques Rousseau zu lesen, weist auf ein aufgeklärtes Denken hin. Er kenne „keine wertvollere Confrontation mit Ideen der Toleranz und Aufklärung“. Auch der Pannerherr Zwicki, der als „Franzosenfreund“ bezeichnet wird und sich hin und wieder über den konservativen Camerarius lustig macht, gehört zu den Aufgeklärten. Ruedi Steinmüller kann ebenfalls als kritischer Denker angesehen werden.
Diesen progressiven Personen stehen die Konservativen gegenüber, allen voran der Camerarius. Herr und Frau Tschudi sowie Frau Zwicki halten an der traditionellen, hierarchischen Gesellschaftsordnung und den damit verbundenen Privilegien fest. Das konservative Denken Dr. Martis und des Camerarius wird im Roman in mehreren Briefen belegt. Schliesslich setzen sich im Verfahren gegen Anna Göldin die Konservativen gegen die Aufgeklärten durch.

#### Mängel des Verfahrens und Justizmord
Im Gerichtsverfahren gegen Anna Göldin gab es viele Mängel. Die Tschudis waren eine grosse und mächtige Familie, sie konnten die meisten beteiligten Personen auf ihre Seite ziehen. Tschudi erreichte mit der Berufung auf das Gesetz der 50, dass das Verfahren im evangelischen, nicht im gemeinschaftlichen Rat geführt wurde. Zudem wurden kritische Stimmen ausgeschaltet: „Auf Betreiben des Fünferrichters fasst der Rat einen Beschluss: Ratsmitglieder haben in Ausstand zu treten, die mit Doktor Zwicki in Mollis verwandt sind. Damit scheiden die tüchtigsten Gegner aus: der alte Landammann und Jurist Doktor Cosmus Heer und der amtierende Landammann Tschudi.“ Es gab keine Gewaltentrennung, da die untersuchende zugleich die richtende Behörde war. Anna wurden während der Verhöre die Worte im Mund verdreht oder so, wie die Verhörenden es haben wollten, durch Folter aus ihr herausgeholt.
Der Begriff „Justizmord“ bezeichnet eine Hinrichtung einer aufgrund eines Justizirrtums oder eines Rechtsmissbrauchs verurteilten, in Wirklichkeit aber unschuldigen Person. Eveline Hasler schrieb in den Nachbemerkungen des Romans: „Im 'Reichspostreuter' vom 4. Januar 1783 wurde im Zusammenhang mit dem Hexenprozess zum ersten Mal der Begriff 'Justizmord' geprägt.“

#### Anna Göldin als Hexe
In den Protokollen wird nicht von einer Hexe gesprochen, aber unter den Leuten schon: „[A]uf ihre Anfrage hin hat sich der Stand Zürich bereit erklärt, die 'Glarner Hexe' ins 'Schellenwerk' aufzunehmen.“ Weil Glarus in den umliegenden Städten schon als hinterwäldlerisch und nicht aufgeklärt gilt, wird offiziell das Wort „vergiften“ anstatt „verzaubern“ oder „verhexen“ verwendet. Anna wird als Verderberin oder Vergifterin bezeichnet. „Dieses ominöse Wort Hexe. Es muss strikte in den Protokollen und im Urteil vermieden werden.“
Wenn man es Hexerei genannt hätte, hätte es vielleicht einen Aufschrei gegeben und Leute aus der Stadt wären eingeschritten. Die Kritik von Johannes Ulrich am Aberglauben der Glarner wird zurückgewiesen. Ebenso das Angebot, Anna Göldin im Schellenwerk, einem Gefängnis der Stadt Zürich, aufzunehmen, um eine Hinrichtung zu verhindern. Die Glarner lehnen die Einmischung der Zürcher ab.
Es gibt verschiedene Gründe, weshalb Anna zu einer Hexe gemacht wird: Anna ist eine sehr eigenständige Frau, die sich nicht mit dem üblichen Lebenslauf einer Magd zufriedengibt. Mägde wechselten sonst nicht so oft ihre Arbeitsstelle: „Und das in einem Alter, wo sich andere längst festgesetzt haben. Das macht sonst keine Frau.“ Das gefällt einigen Leuten nicht, da es nicht der Norm entspricht. Für diese Leute gilt das wohl schon als Zeichen, dass sie eine Hexe ist. Ihre Bekanntschaft mit Steinmüller kommt hinzu, da viele Figuren im Roman kein Verständnis für seine „Pröblerleidenschaft“ haben und es ungeheuerlich finden, dass er manche Menschen mit schweren Verletzungen plötzlich heilen kann.
Mit ihrem guten Selbstbewusstsein und ihrem beweglichen Geist ist sie vermutlich vielen Leuten ein Dorn im Auge. Als Erklärung für ihre Abneigung benützen sie wohl die Anschuldigung als Hexe, weil sie etwas nicht kennen von Leuten aus Annas Stand: „[D]ie flinken grauen Augen zeugen von beweglichem Geist“, „Lebensfreude im Gesicht“.
Der Camerarius stützt seinen Hexenglauben auf die Bibel und beruft sich auf Calvin und Luther: „Das Weib zweifle schneller, leugne den Glauben eher ab, was die Grundlage der Hexerei sei.“ Dass sie eine Frau ist, macht die ganze Situation noch schlimmer. Alleinstehende Frauen, oft Hebammen oder Heilerinnen, die gute Pflanzenkenntnisse hatten, wurden in der Zeit der grossen Hexenverfolgungen oft als Hexen verurteilt.

#### Das Stecknadeln-Spucken
Nach dem Fall von Anna Göldin gab es weitere Kinder, die ähnliche Krankheitssymptome wie Anna Maria Tschudi zeigten. Diese konnten immer als vorgetäuscht bewiesen werden, wie 1789 im Fall des vierzehnjährigen Heinrich Kubli in Netstal bei Glarus, dessen Symptome nach einem beaufsichtigten Aufenthalt im Pfarrhaus mit gutem Essen und Spiel ausblieben.
Da es keine wissenschaftliche Erklärung für Anna Marias Krankheit gibt und sich ähnliche Fälle als inszeniert erwiesen, kann man davon ausgehen, dass auch Anna Marias angebliche Verhexung eine Inszenierung war. Eveline Hasler legt diese Interpretation in den Nachbemerkungen und an verschiedenen Stellen im Buch nahe.
Der Erzähler beschreibt Anna Marias ältere Schwester Susanna als schlau und schön, während Anna Maria langsamer in der Schule und auch vom Äusseren her unterlegen ist. Anna Maria steht also schon immer im Schatten ihrer älteren Schwester und hat es als mittleres Kind nicht leicht. Daher ist es naheliegend, dass Anna Maria die plötzliche Aufmerksamkeit, die vielen Geschenke und das Zuhause-bleiben-Dürfen geniesst. „Anna Maria beugt sich über die fingerlangen Puppen, klaubt sie aus niedlichen Stühlen, […]. Dabei gehört alles der Anna Maria: […] Und heute wird sie neue Geschenke bekommen.“
Es gibt ebenfalls Andeutungen, dass Frau Tschudi ihrer Tochter gegenüber gewalttätig ist. Nach einem Streit schlägt Frau Tschudi Susanna. Es ist möglich, dass dies nicht der einzige Vorfall von Gewalt im Hause Tschudi war. Denn später, als Anna Maria bereits krank ist, sagt sie, dass sie nicht über die Vorkommnisse betreffend Anna sprechen dürfe. Ansonsten werde sie wieder geschlagen. Eine mögliche Interpretation ist, dass Frau Tschudi ihr Kind benutzt, um Anna Göldin zu schaden, und damit droht, Gewalt anzuwenden, wenn das Kind nicht Stillschweigen bewahrt. Frau Tschudi hätte ein Motiv, Anna loswerden zu wollen oder sich an ihr zu rächen. Denn ihr Mann zeigt mehrmals Interesse an der Magd und wird verdächtigt, sie geschwängert zu haben. „Tschudi hatte sie, wenn auch contre-coeur, aus dem Haus gejagt, jetzt war sie in hundertfacher Gestalt zurückgekommen, sass in jedem Winkel. Noch nie hatte eine Magd ihre Herrschaft so beherrscht. Noch im Ehebett war Anna zwischen ihnen.“

## Hintergrund

### Historische Anna Göldi
Anna Göldi
Nach wie vor ist unklar, ob Anna Göldin ein Verhältnis mit Tschudi hatte und sogar von ihm schwanger war. Eveline Hasler ging 1982 nicht davon aus. 2019 sagte sie dazu: „Mit diesem Herrn Tschudi hat sie sicher nichts gehabt.“ Allerdings interessiere sie dieser Aspekt weniger als die Beziehung zwischen Anna Göldin und Anna Migeli.
Der Jurist und Sachbuchautor Walter Hauser präsentierte 2007 in seinem Buch Der Justizmord an Anna Göldi. Neue Recherchen zum letzten Hexenprozess in Europa neue Erkenntnisse aus den Quellen, die dafür sprechen, dass die Verurteilung Anna Göldins dadurch motiviert war, dass Tschudi seinen Ruf wahren und seine politischen Ämter behalten wollte. Wer Ehebruch beging oder uneheliche Kinder zeugte, durfte damals keine politischen Ämter mehr ausüben.

### Äusserungen der Autorin Eveline Hasler zum Roman
Im Roman wird die Protagonistin nicht Anna Göldi, sondern Anna Göldin genannt. Im 18. Jahrhundert sei es üblich gewesen, dass Frauen ihrem Nachnamen das -n oder -in hinzugefügt hätten, sagte Eveline Hasler dazu in einem Interview.

Hasler interessierte das Schicksal einer Frau aus der Unterschicht, das im Fall Anna Göldins aussergewöhnlich gut dokumentiert sei: 
Diese Jahrhunderte fallen ja auf, dass die Menschen unglaublich pyramidisch angeordnet sind und nur die Obersten dieser Pyramide gelten als eigentlich würdig, in die Geschichte einzugehen. Und so wissen wir kaum, wie die Menschen, wie die Frauen, die Menschinnen gelebt haben damals. Und leider kommen sie erst zu Wort, wenn sie straffällig sind, also wenn Gerichte kommen, und da haben wir eine unglaublich dichte Dokumentation.
Schon früh in ihrer Kindheit kam die gebürtige Glarnerin mit der verdrängten Hexengeschichte in Berührung. Eines Tages fragte die kleine Eveline Hasler ihren Primarschullehrer: „Was hat sie denn getan? Diese Frau. Warum ist sie zur Hexe geworden?“ Sie sagt, er sei sehr verlegen gewesen, weil die Glarner diesen Stoff immer verdrängt hätten.

Beim Bearbeiten des historischen Stoffes schenkte Eveline Hasler dem Begriff „Hexe“ besondere Beachtung. Etymologisch lässt sich das Wort „Hexe“ zum Wort „hagazusa“ zurückverfolgen. Hasler erklärte dazu: 
„Hagazusa“, das heisst „die auf dem Zaune sitzt“. Und ich finde das einen wunderbaren Begriff und ich denke, wir alle sind ein bisschen solche Hagazusas. Wir haben ein Bein in der Zivilisation und ein Bein noch in der Wildnis. Ich denke, Frauen haben irgendwo immer ein Bein noch im Archaischen, in der Wildnis, und das hat Anna ganz besonders gehabt. 
Eveline Hasler hält Anna Maria Tschudis Anfälle für einen Fall von Hysterie und Simulation, wie er auch bei anderen Kindern beobachtet wurde.

Im Schweizer Fernsehen sagte sie 1982: 
Ich glaube, Anna Göldin ist weniger dem Aberglauben zum Opfer gefallen als dem Machtkomplott der herrschenden Familien. Und immer wieder sehen wir solche Komplotte von Machtklüngeln. Ich glaube aber auch, dass das Unterschwellige in uns, das Zwielichtige, dass wir das gerne nach aussen projizieren, in Menschen, die anders sind, dass wir sie verteufeln und als Sündenböcke nehmen.
Zitat aus dem Radio-Archiv von SRF:
Ja, es ist wirklich eine innere Begeisterung, einer Spur nachzugehen, von einem Menschen, den es wirklich gegeben hat. Weil nichts ist so fantastisch wie die Wirklichkeit. Also in all meinen Büchern ist ein Stück Wirklichkeit, die meistens ein bisschen vergessen, verblasst ist, versunken in den Archiven.

## Rezeption

### Rezensionen
Der Roman wurde bei seinem Erscheinen 1982 mehrheitlich positiv aufgenommen und rezensiert.
In der Neuen Zürcher Zeitung schreibt Beatrice von Matt: „In Glarus geboren und aufgewachsen, möchte die Autorin Abbitte leisten bei einer, der in ihrer Heimat Unrecht geschehen ist.“ Sie tue dies aus aktueller Optik und stelle Göldins Fall von einem „deutlich frauenrechtlerischen Ansatz her“ dar. „Der Hexenprozess gestaltet sich dann zum alten Sexualkampf, indem Männer […] die eigene, ihnen wenig geheure Triebhaftigkeit in die Frau projizieren und sie zur Hexe aufblähen.“ Sie lobt Haslers „gestalterischen Impetus“ und „die Mischung von Identifikation mit der innerlich unabhängigen und deshalb geschundenen Heldin und distanzierendem Kommentar“. Haslers „wortreicher und passionierter Stil“ habe allerdings auch „künstlerische Widerhaken“, ein gelegentliches „Wuchern von Sätzen und Wörtern“ sei festzustellen. Mit dem Roman sei der Autorin „ein Buch gelungen, das wissenschaftlich abgestützt ist, aber auch aufrüttelt und spannend unterhält.“
Der kleine Bund sieht im Roman „ein bedenkliches Exempel der Umbruchszeit zwischen Absolutismus und Aufklärung“. Bezüglich der Sprache stelle sich „hier wie bei ähnlichen Büchern immer wieder die Frage, wie antiquierte Formulierungen aus jener Zeit förderlich sind. Sie erschweren die Lektüre, sind aber doch aufschlussreicher Hinweis.“
Christine Steiger hält in der Weltwoche fest, Eveline Hasler versuche, „mit Fakten, Indizien und auch eigenen Schlussfolgerungen diese Frau 'einzukreisen', ohne ihr dabei Dinge zu unterstellen, die sie nicht zu belegen wusste oder zumindest begründen konnte. […] Die Autorin respektiert und bewundert ihre Anna – 'dieses autonome Mordsweib', wie sie lachend sagt – viel zu sehr, als dass sie es wagen würde, ihr zu nahe zu treten. Stattdessen verlegt sie viel Ungesagtes und Unerklärtes in die Beschreibung einer Landschaft, die in diesem Buch fast die Hauptrolle spielt. Ihr Roman ist denn auch eher ein Porträt von Glarus als von jener Magd. Was sie schildert, ist der Hexenkreis, der das Opfer einschliesst und umbringt. Nicht die Hexe.“
Im Vaterland schreibt Beatrice Eichmann-Leutenegger: „Anna Göldin erscheint als eine Frau von tragischer Grösse und stolzer Integrität, gerüstet mit jener geistigen Autonomie, die menschliche Eingrenzungen nicht unbedacht annimmt.“

### Verfilmung
Der Roman wurde 1991 unter dem Titel Anna Göldin – Letzte Hexe von Gertrud Pinkus verfilmt.